# Luk Van Soom

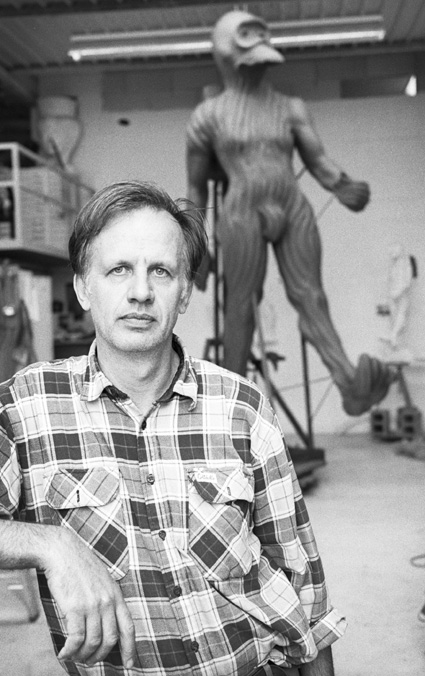
Beeldend kunstenaar Luk Van Soom

Luk Van Soom (Turnhout, 27 oktober 1956) is een Belgisch beeldend kunstenaar. Hij woont en werkt in Rijkevorsel, Antwerpen.

## Biografie
Luk Van Soom is afkomstig uit Weelde-Statie, een dorp in het noorden van de provincie Antwerpen, waar hij in contact kwam met een plaatselijke meubelmaker die hem inspireerde tot beeldhouwkunst. Hij studeerde tussen 1973 en 1980 aan de Academie voor Schone Kunsten te Turnhout en de Koninklijke Academie voor Schone Kunsten van Antwerpen en vervolgens aan het Nationaal Hoger Instituut voor Schone Kunsten te Antwerpen tot 1983. Tijdens die periode won hij prijzen zoals de prijs van Lerius: figuurboetseren en de prijs voor Beeldhouwen van de provincie Antwerpen.

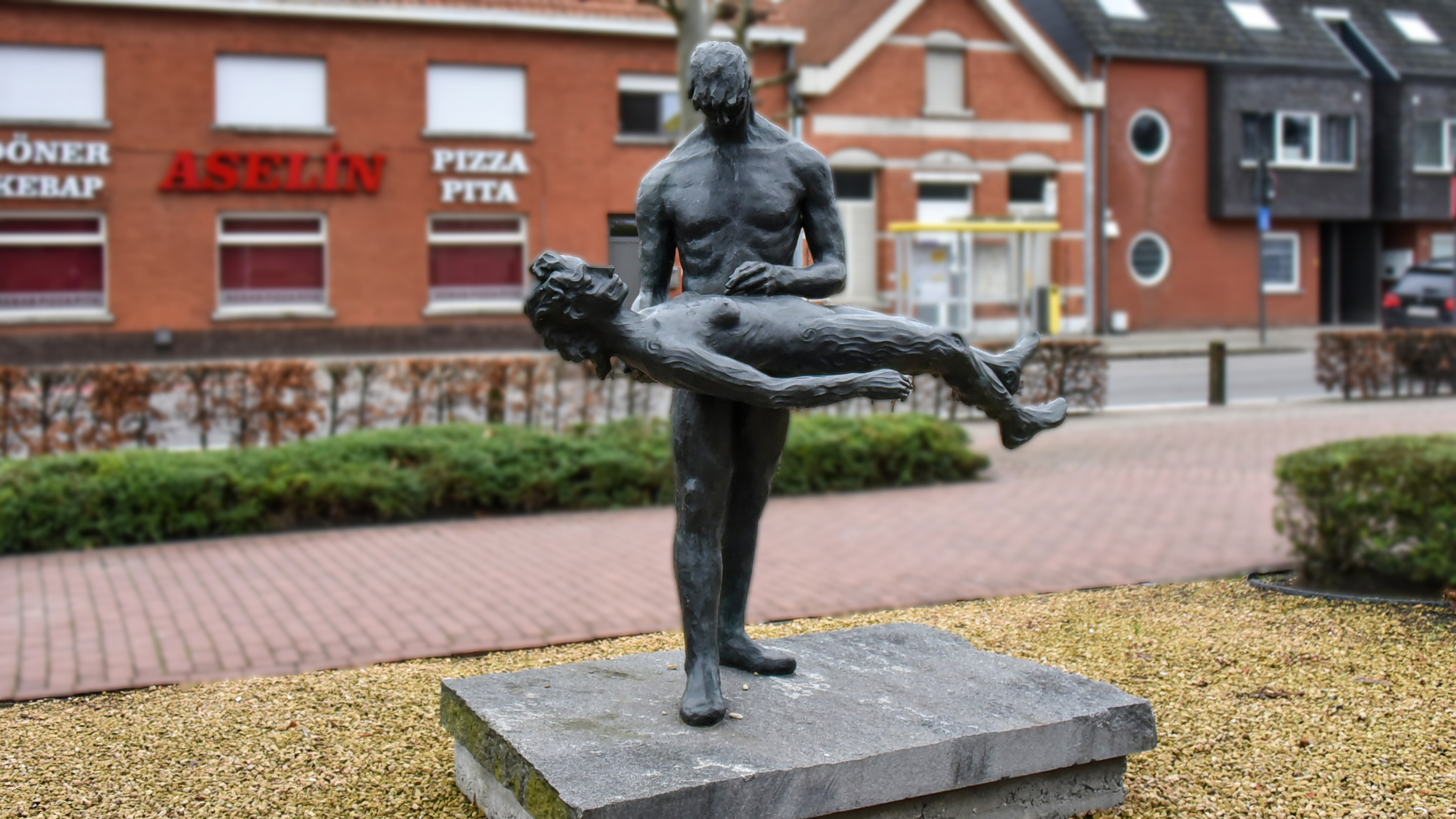
Het verlangen in Minderhout

Van 1990 tot 1993 was hij docent aan de Amsterdamse Rietveld Academie. Ook is hij vanaf 1990 tot heden als zodanig verbonden aan de Academie St. Joost in Breda en vanaf 1997 tot 2003 aan de Koninklijke Academie voor Schone Kunsten van Antwerpen.
In 1992 vertegenwoordigt Luk Van Soom België op de wereldtentoonstelling in Sevilla, Spanje. Vanaf 1998 is hij zelfstandig beeldend kunstenaar. In 2006 plantte hij voor Beaufort een twaalf meter hoge lampenboom op het strand. In 2015 overhandigde hij met een knipoog een exemplaar van zijn kruisbeeld-variant Oh Superman! (2010) aan paus Franciscus. Voor zijn monografie Into View / Tevoorschijn (2016) kreeg hij inbreng van kunstkenners als Lisette Pelsers, Jan Teeuwisse en Sara Weyns, naast prominenten uit andere vakgebieden, zoals Rik Torfs, Frank De Winne en Christine Van Broeckhoven.  Op 28 april 2021 plantte hij de monumentale sculptuur In the Cloud bovenop het dak van het Brusselse Espace Jacqmotte. Intussen heeft hij ongeveer 50 beelden in de openbare ruimte staan doorheen België en Nederland.

## Stijl en werk
Van Soom is gefascineerd door de oerelementen: vuur, water en lucht; door planeten en wolken. Een van zijn specialiteiten is het boetseren van beelden in klei. Vormeloze brokken klei, een materiaal van de natuur, worden door Van Soom omgevormd tot levensgrote figuren. Daarnaast werkt hij ook met andere materialen waaronder staal, aluminium en kunststoffen.
Zwaartekracht en gewichtloosheid zijn thema’s die voortdurend in zijn werk terugkomen. De beeldentaal die van Soom gebruikt, refereert ook naar de barok waarin de spanning tussen de materie en de gewichtloosheid een constante is. De zoektocht naar die gewichtloosheid en het vluchtige zijn kenmerkend voor zijn werk. Met de baroktaal van Bernini en de grote beeldhouwers uit die periode heeft hij een affiniteit. Spiralen, overdadige vormen, kronkelende lijnen en speelse ornamentiek onderlijnen die fantasie.
Enkele van zijn werken zijn verwant met de christelijke symboliek. Verhalen uit het oude en nieuwe testament worden vaak gebruikt. Hierin boeit hem het metafysische. Hij houdt aan de ene kant vast aan de materie maar wil er tegelijk ook van loskomen.
Zijn werk is tegelijk licht en toegankelijk maar hij stelt zich vragen over de grote levenskwesties: wat doen we hier? Hoe groot of hoe klein is de mens? Van Soom past daarmee in de Belgische surrealistische traditie die gekenmerkt wordt door vervreemding, lichtvoetigheid en absurdistische accenten, waar tevens René Magritte thuishoort.

## Galerij

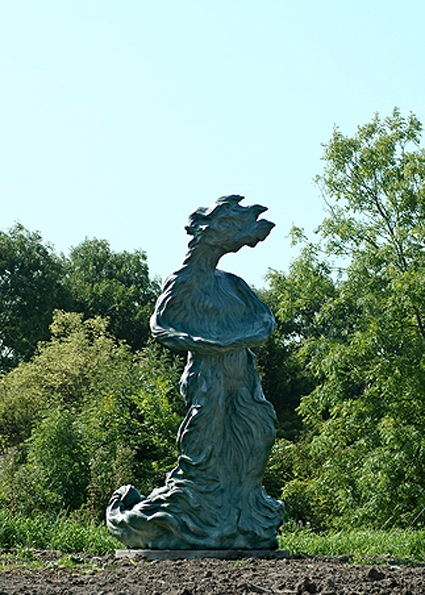
"Madonna der nevelen" in Groningen, 2002
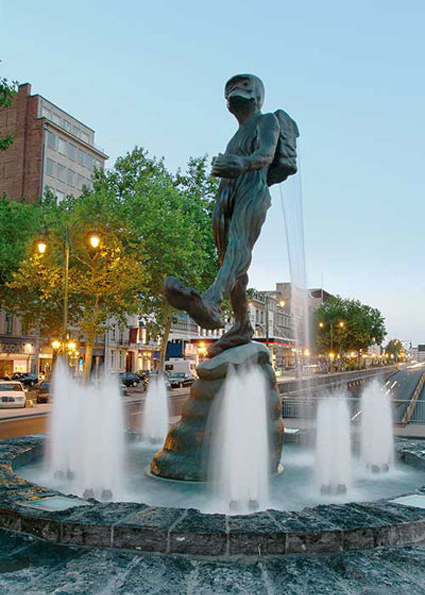
"Man Van Atlantis" in Brussel, 2003
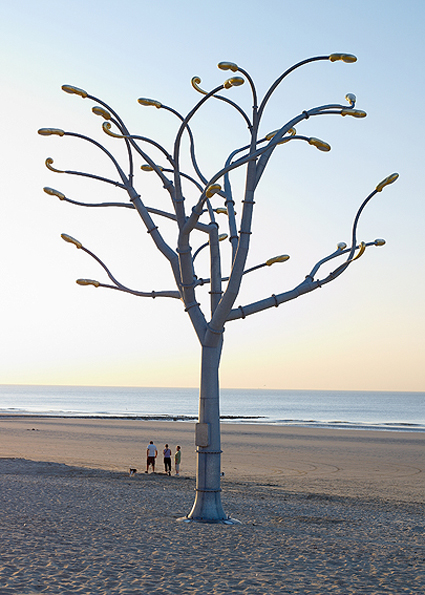
"Noli me tangere" in Wenduine, Beaufort 2006
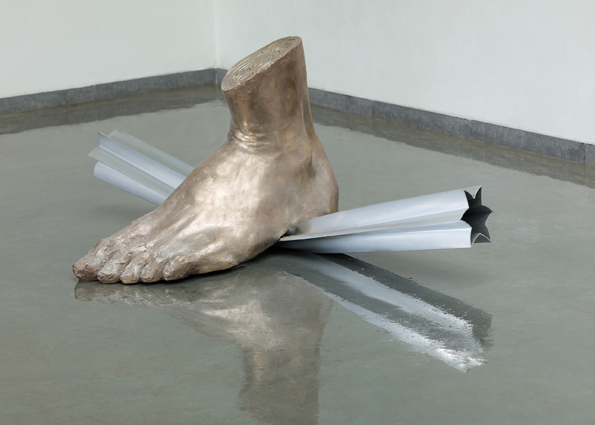
"Sky-Out", 2011
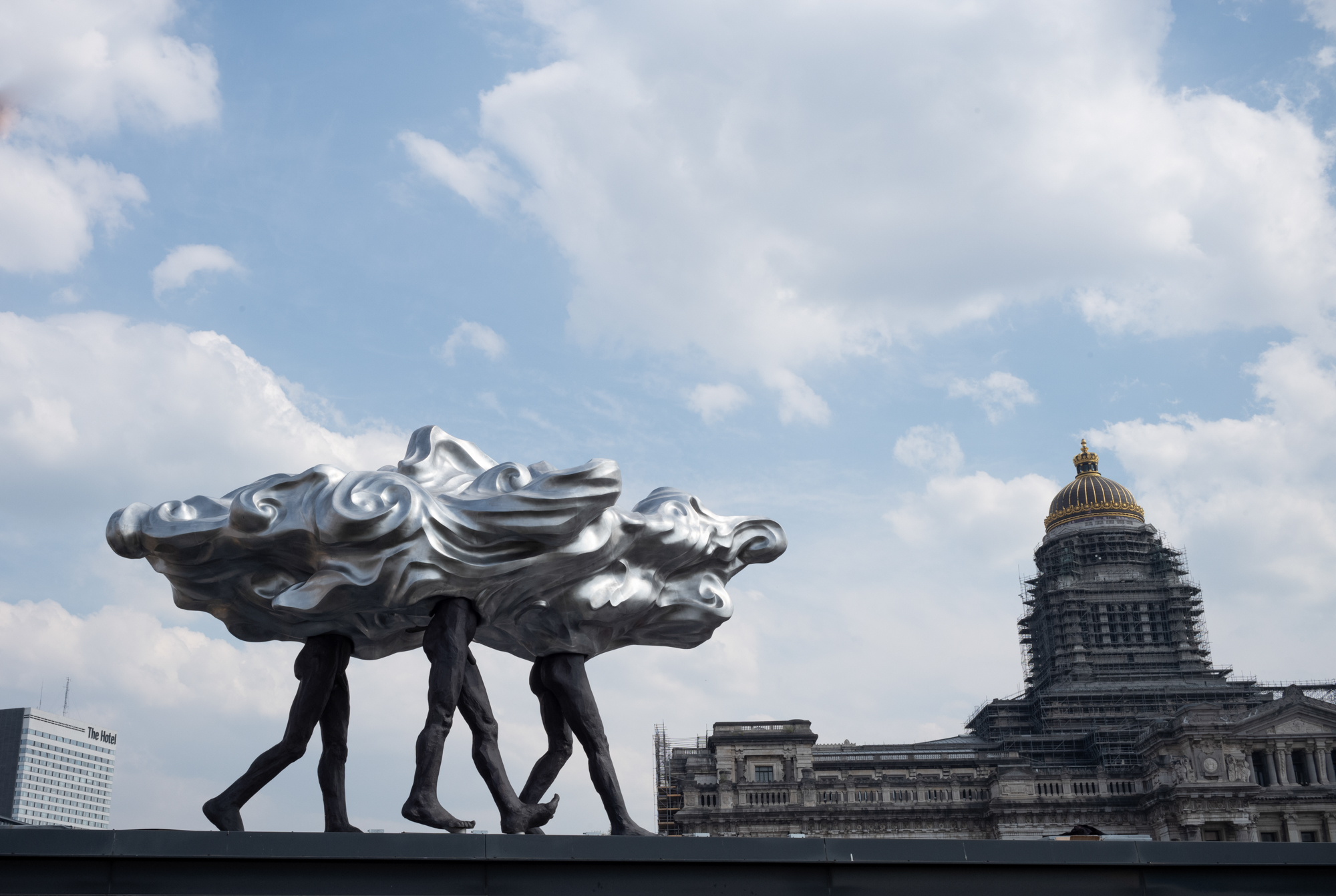
"In the Cloud" in Brussel, 2021
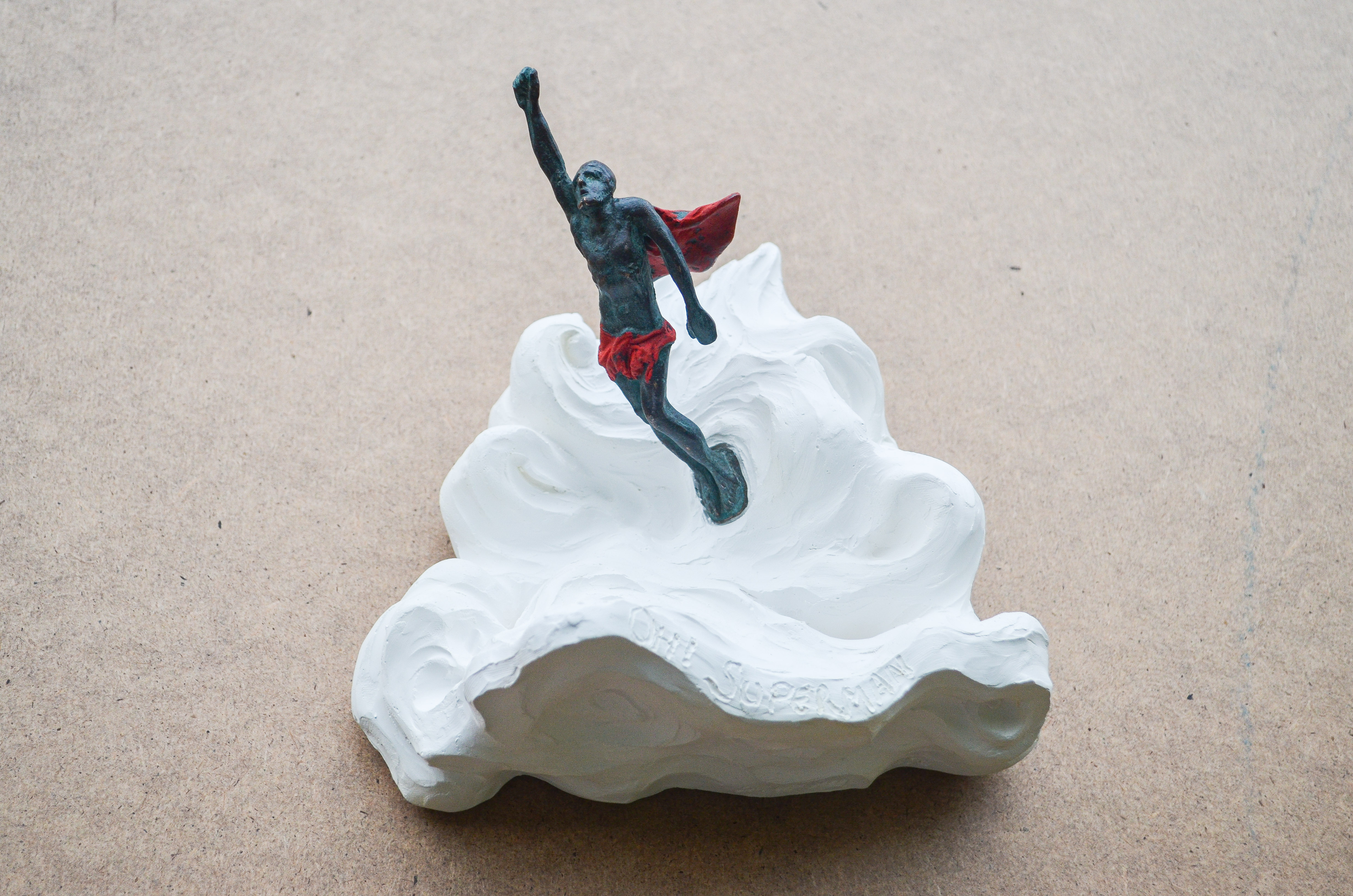
"Oh Superman", 2010
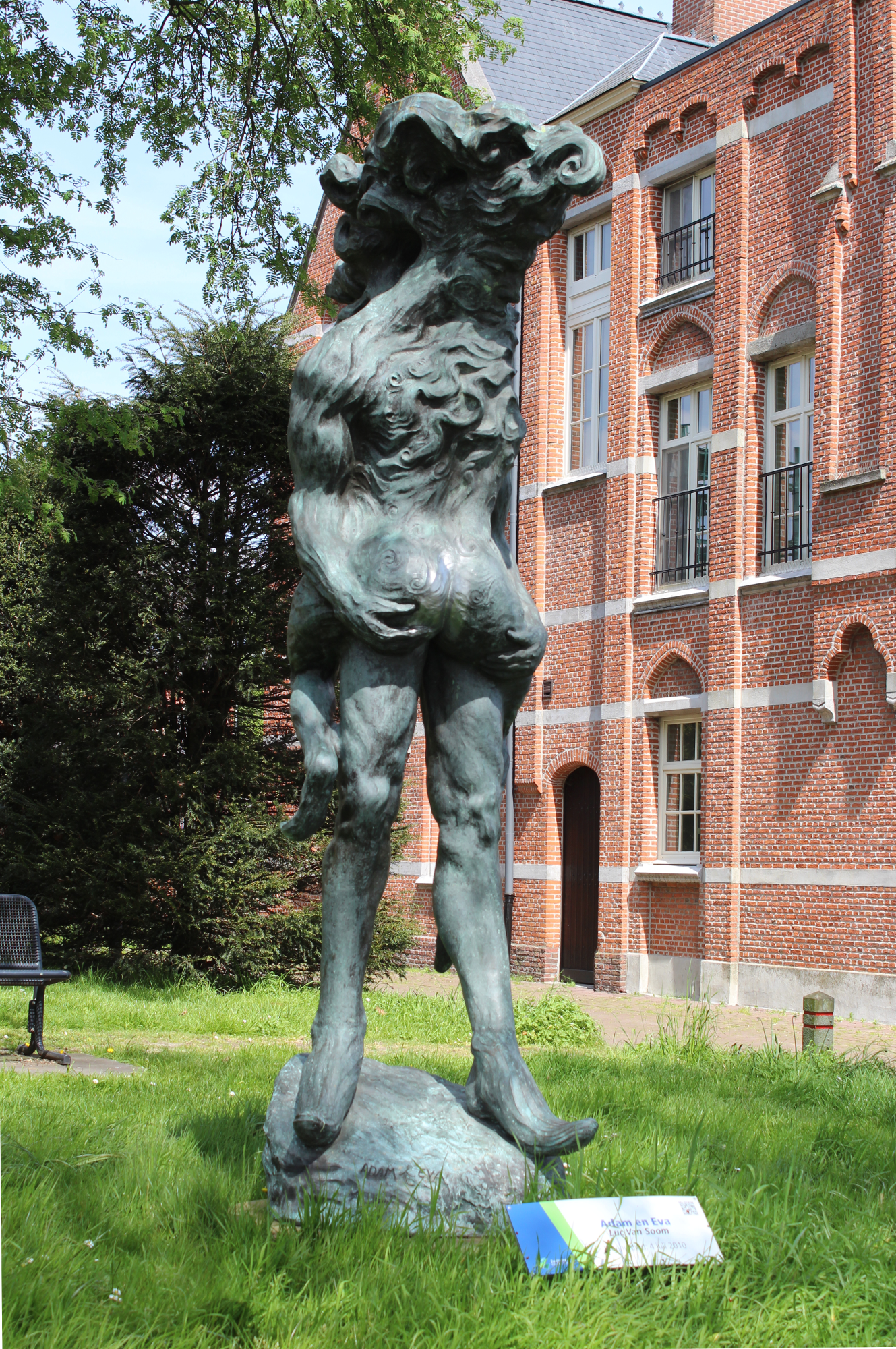
"Adam en Eva", 2010, in Burcht, (Zwijndrecht) voor het cultuurproject: Kunst in de straat

## Openbare werken
- 1985 - “Pallas”, Canadaplein, Oostende (B)
- 1992 - “House of the many worlds”, Jardin de la Catuja, expo '92, Sevilla (ESP)
- 1993 - "Walhalla", Italiëlei, Financiëncentrum, Antwerpen (B)
- 1995 - “Evolutie in de Orionnevel”, cc De Adelberg, Lommel (B)
- 1995 - “Het nieuwe aangezicht”, Psychiatrisch Centrum Bethaniënhuis, Oostmalle (B)
- 1995 - “De kleine prins”, Instituut 't Spijker, Hoogstraten (B)
- 1996 - “Romeo en Julia”, Marktplein, Lemelerveld (NL)
- 1997 - “House with the strange clouds”, Hoofdgebouw Telenet, Mechelen (B)
- 1997 - “Voor de wet II”, Rusthuis De Hoge Beuken, Hoboken (B)
- 1998 - “Omega”, nv Ergon, Lier (B)
- 1998 - “Romeo en Julia II”, Provinciedomein Rivierenhof, Antwerpen (B)
- 1999 - “Pomona”, Rusthuis De Nieuwe Pelikaan, Deurne (B)
- 1999 - “De avonturen van Lucianus Somosota”, Graaf Ottoweg, Lochem (NL)
- 1999 - “Let's make the water turn back” (Infodesk, 2 inkomtrappen), Ziekenhuis Klina, Brasschaat (B)
- 2000 - “De avonturen van Baron von Munchausen”, Rijkswaterinstituut voor Afvalwaterbehandeling, Lelystad (NL)
- 2000 - “Rintracciamento dei mondu perduti”, Rijkswaterinstituut voor Afvalwaterbehandeling, Lelystad (NL)
- 2000 - “De man die het heelal stut”, Psychiatrisch Centrum St Amadeus, Mortsel (B)
- 2000 - “De avonturen van Baron von Munchausen”, Sportterrein De Zeurt, Schoten (B)
- 2001 - “Portret van Urania”, ‘t Zwart Goor, Merksplas (B)
- 2001 - “Boom van hoop en glorie”, Edibo nv, Lommel (B)
- 2002 - “Madonna der Nevelen”, Liereman, Oud-Turnhout (B)
- 2003 - “De Man van Atlantis”, Waterloolaan, Brussel (B)
- 2003 - “De man die het heelal stut”, Stationsplein, Wetteren (B)
- 2004 - “De zielsverhuizers”, Bloemekensgang, Turnhout (B)
- 2004 - “Adam en Eva”, De Zeshoek, Turnhout (B)
- 2005 - “The Wharfinger”, Koggekade, Zwolle (NL)
- 2005 - “In de armen van Morpheus”, OCMW Sportlaan, Moerbeke (B)
- 2005 - “Madonna der Nevelen”, Paddepoel - het Reitdiep, Groningen (NL)
- 2005 - “500 kg.”, gemeenschapscentrum St.-Jozef, Rijkevorsel (B)
- 2006 - “Voorbijvarende aangezichten”, RVT Heuvelstraat, Boechout (B)
- 2006 - “Noli me tangere”, Poëziestraat, Almere (NL)
- 2006 - “De strijd van Aquarius”, Gemeenteplein, Kallo (B)
- 2007 - “De Koning van Heemskerk”, Rotonde Hoflaan, Heemskerk (NL)
- 2007 - “Badende Bosnimph”, Universiteit Maastricht, Maastricht (NL)
- 2006 - “De arm van Adam”, Universiteit Antwerpen, Antwerpen (B)
- 2006 - “Door de zich aarzelend sluitende wolken”, Rode Kruis, Leuven (B)
- 2008 - “Noli me tangere”, Backxlaan, Nieuwleusen (NL)
- 2010 - “Adam en Eva“, Kerkplein, Burcht (B)
- 2010 - "Santa Maria Magdalena Avidata", Hoogstraten (B)
- 2012 - "Frozen Wave", Opperduit, Lekkerkerk (NL)
- 2012 - "Sleeping on a cloud", Dol-Fijn Kinderdagopvang, Turnhout (B)
- 2012 - "Tussen waken en slapen", AZ Damiaan, Oostende (B)
- 2012 - "Walking to Magdalena", AZ Damiaan, Oostende (B)
- 2013 - "De straffe mannen", Olen (B)
- 2013 - "Er woont iemand anders in mijn hoofd", Woonzorgcentrum De Buurt, Zoersel (B)
- 2013 - "Fiorito", Burgemeester Weertplantsoen, Santpoort/Velsen (NL)
- 2013 - "Sotto un arcobaleno", Rusthuis Paradijs, Lier (B)
- 2014 - "Welkom", Pater de Grootstraat, Averbode (B)
- 2014 - "Het Verlangen", Minderhout (B)
- 2015 - "De Acrobaten", Hoofdkantoor Groep Van Roey, Rijkevorsel (B)
- 2015 - "Boom van hoop en troost", WZC Ter Potterie, Brugge (B)
- 2017 - "This way to Ostashkov", Hoogstraten (B)
- 2018 - "Boom van hoop en melancholie", WZC Van Lierde, Affligem (B)
- 2019 - "Madonna der Nevelen", AZ Damiaan, Oostende (B)
- 2021 - "In the Cloud", Espace Jacqmotte, Brussel (B)